# Alfred Labhardt

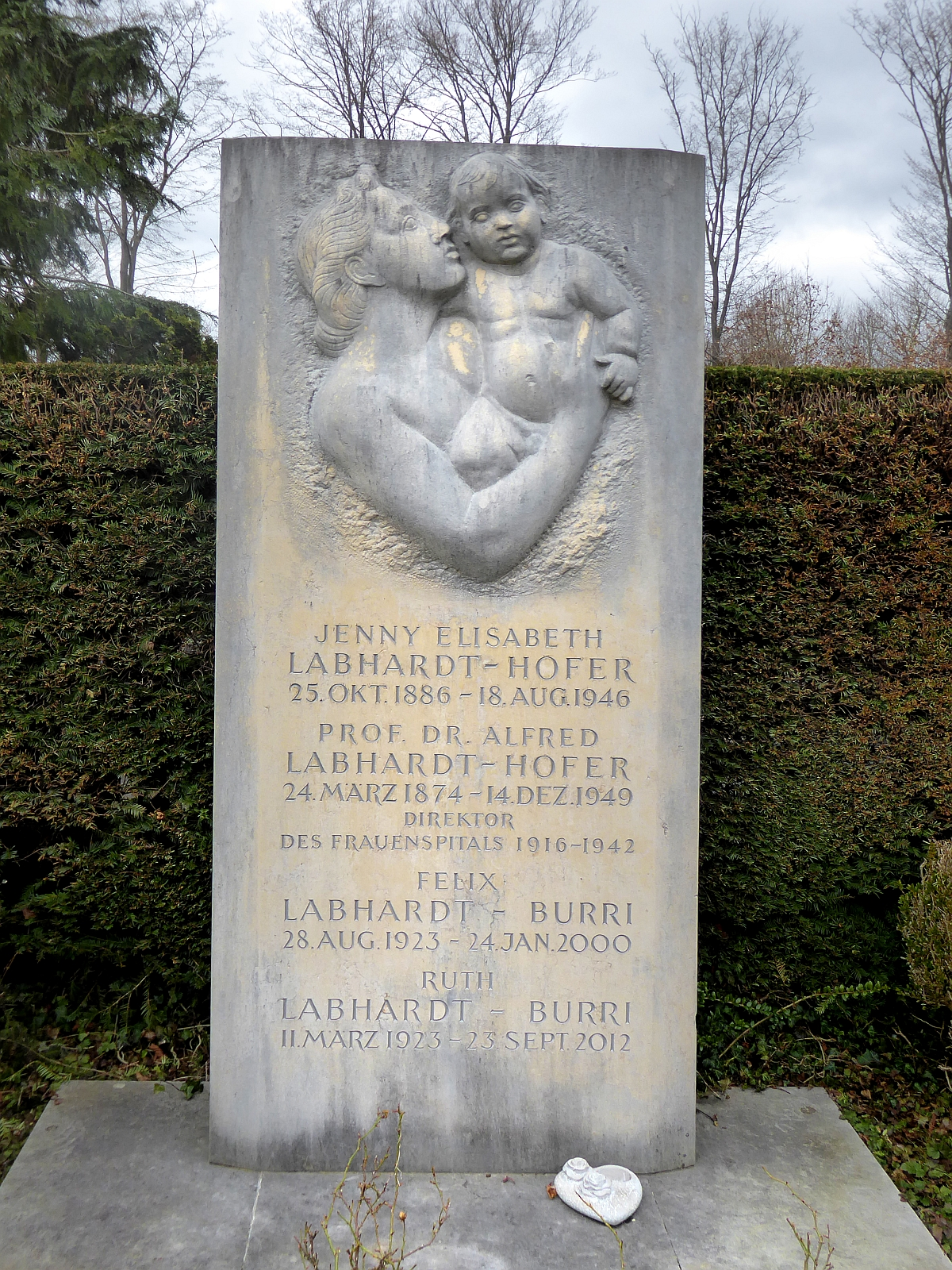
Familiengrab auf dem Friedhof am Hörnli, Riehen, Basel-Stadt

Alfred Labhardt (* 24. März 1874 in Basel; † 14. Dezember 1949 ebenda) war ein Schweizer Gynäkologe und Geburtshelfer.

## Leben und Wirken
Alfred Labhardt wurde als Sohn des Kaufmanns und Glasfabrikanten Johann Jakob Labhardt und seiner Frau Eugenie in Basel geboren. Einen Teil seiner Jugend verlebte er beim Großvater mütterlicherseits, Friedrich Gustav von Stetten, in Mülhausen im Elsass. Er absolvierte dann das humanistische Gymnasium in Basel und ein Studium der Medizin an den Universitäten Basel und Tübingen.
Danach begann er seine Tätigkeit als Assistenzarzt im Kantonsspital Aarau beim Chirurgen Heinrich Bircher (1850–1923) und wechselte später an die Chirurgische Klinik der Albertus-Universität Königsberg unter Carl Garrè (1857–1928). Ab 1902 war Labhardt am Frauenspital der Universität Basel bei Otto von Herff (1856–1916) tätig. Dort wurde er 1904 zum Oberarzt ernannt. 1906 habilitierte sich Alfred Labhardt, wurde im gleichen Jahr zum Privatdozenten und 1916 zum Ordinarius und Direktor der Frauenklinik ernannt, die er bis zu seinem Ausscheiden 1942 leitete.
1934 wurde Labhardt zum Rektor der Universität gewählt.
Labhardt etablierte eine optimale Aseptik in Gynäkologie und Geburtshilfe und propagierte die klinische Entbindung anstelle der Geburt im Privathaus. Er erweiterte die Indikation für den Kaiserschnitt, der schon 1935 in der Basler Klinik 2,19 % der Geburten ausmachte. Unter den von ihm eingeführten gynäkologischen Operationen sind eine Form der Tubensterilisation und eine Methode der Operation bei Uterusprolaps, die Colpoperineocleisis subtotalis, welche nach ihm benannt ist, mit seinem Namen verbunden. Als Labhartsches Zeichen, ein Schwangerschaftszeichen, bezeichnet man die livide Verfärbung des Introitus vaginae in der Schwangerschaft.
Wissenschaftlich widmete sich Labhardt vor allem der biologisch-klinischen Grundlagenforschung, insbesondere der Endokrinologie des Eierstocks. Er war ein Gegner der sozialen Indikation des Schwangerschaftsabbruchs und widmete sich Themen der Familienplanung.
Alfred Labhardt verstarb 1949 im Alter von 75 Jahren in seiner Heimatstadt Basel.

## Schriften
- Ueber traumatische Tuberculosen in der Chirurgie. Dissertation, Universität Basel 1899
- Zur Frage der Dauerheilung des Krebses. Bruns’ Beiträge zur klinischen Chirurgie 33, 1902
- Das Verhalten der Nerven in der Substanz des Uterus. Arch Gynäkol 80, 1906
- Der Kampf gegen den Krebs. Basler Nachrichten Nr. 318-22, 1906
- Eine einfache Methode der Tubensterilisation. Zbl Gynäkol 35, 1911
- Die geburtshilflich-gynäkologische Klinik in Basel in den 50 ersten Jahren ihres Bestehens (1868–1918). Corr.bl. f. Schweizer Aerzte 48, 1918
- Straflose Abtreibung im Kanton Basel-Stadt? Z Sexualwiss 6, 1919
- Die Erkrankungen der Scheide. In: Handbuch der Biologie und Pathologie des Weibes. Band III, 1924
- Die Stellungnahme des Arztes zur Frage der Konzeptions-Verhütung. Schweizer med Wschr 54, 1924
- Die Berechnung des Konzeptionstermines aus der Kindeslänge in Vaterschaftsprozessen. Schweizer med Wschr 74, 1944
- Die Abtreibungsfrage. Schweizer Z Gemeinnützigkeit 65, 1926
- Die natürliche Rolle der Frau im Menschheitsproblem und ihre Beeinflußung durch die Kultur. Rektoratsrede 1934
- Die Universität Basel. 1937
- Die Erkrankungen der äußeren Geschlechtsorgane. In: Handbuch der Biologie und Pathologie des Weibes. Band IV, 1944
- Schweizerisches Hebammenlehrbuch. (Hrsg. mit G. Rossier, H. Guggisberg, P. Jung) 1920